# Атлантические экваториальные прибрежные леса
Атлантические экваториальные прибрежные леса — экорегион влажных тропических лесов в Центральной Африке, который охватывает холмы, равнины и горы атлантического побережья Камеруна, Экваториальной Гвинеи, Габона, Республики Конго, Анголы и Демократической Республики Конго.
Эти леса — пристанище крупных млекопитающих, таких как западная горилла (Gorilla gorilla), шимпанзе (Pan), лесной слон (Loxodonta cyclotis) и африканский буйвол (Syncerus caffer), а также множества мелких млекопитающих, птиц, амфибий, рептилий и беспозвоночных. Кроме шимпанзе и горилл из приматов представлены чёрный колобус (Colobus satanas) и мандрил (Mandrillus sphinx).

## Расположение
Атлантические экваториальные прибрежные леса занимают площадь 189 700 квадратных километров, простирающийся вдоль атлантического побережья от низких холмов на севере до гор дальше на юг и восток. Леса занимают юго-западный край Камеруна, материковой Экваториальной Гвинеи (Рио-Муни) и прибрежные равнины Габона. Далее экорегион узкой полосой простирается на юго-восток через Республику Конго и восточную часть города Кабинда, образуя анклав в Анголе к северу от реки Конго в провинции Центральное Конго Демократической Республики Конго.
Атлантические экваториальные прибрежные леса формируют самую южную часть комплекса Нижнегвинейских лесов, регион прибрежных влажных широколиственных лесов, которые простираются на севере и западе в юго-западном Камеруне и южной Нигерии. Атлантический океан лежит на востоке, по солоноватым устьям рек и прибрежным эстуариям вклиниваются участки Центральноафриканских мангровых лесов. Регион ограничен с юга рекой Санага в нижнем Камеруне, а с севера — рекой Конго, ряд крупных рек протекает по его территории. На востоке прибрежные леса переходят в экорегион Северо-Западные конголезские низинные леса, часть Конголезских лесов, покрывающих впадину Конго. На юго-востоке Атлантические экваториальные прибрежные леса граничат с Западноконголезской лесосаванной.
Благодаря географическому расположению экорегион получает большое количество осадков в течение года.

## Флора и фауна
Наряду с соседним экорегионом Прибрежные леса Кросс-Санага-Биоко в атлантических экваториальных прибрежных лесах сосредоточено 50 % эндемичных видов растений тропической Западной Африки. Особенно важными для растений областями являются национальный парк Кристальные горы в Габоне и Майомбе на границе Республики Конго, Анголы и Демократической Республики Конго.
Область является домом для эндемических лесных млекопитающих, включая такие виды, как солнечнохвостая мартышка (Cercopithecus solatus), Crocidura crenata, ангольский крылан (Epomophorus grandis) и Heimyscus fumosus, а также лесных слонов (Loxodonta cyclotis), западных горилл (Gorilla gorilla), шимпанзе (Pan) и других приматов. Леса также имеют богатую орнитофауну. Эндемическая герпетофауна включает следующие виды: коренастая коготница (Astylosternus schioetzi), заирская лягушка-поросёнок (Hemisus perreti), габонский когтеносец (Hymenochirus feae), габонская лужелюбка (Phrynobatrachus ogoensis) и ночная шпорцевая лягушка (Xenopus andrei).

## Угрозы и охрана
На многих животных этого района, включая приматов, охотятся из-за мяса или из спортивного интереса, а на слонов — ещё и из-за слоновой кости. Трелёвка является постоянной угрозой в Камеруне, Габоне, Республике Конго и особенно в Экваториальной Гвинее. Однако большие массивы леса сохраняются, и фауна по-прежнему особенно богата в южных частях Экваториальной Гвинеи и Габона, где большие области занимают национальные парки, в том числе национальный парк Лоанго.

## Городские районы и населённые пункты
Эти области являются малонаселёнными. Южный регион Камеруна покрыт густыми лесами, на его территории находится морской курорт Криби и национальный парк Кампо-Маан. Вся материковая Экваториальная Гвинея находится в этом регионе, включая порт Бата. В габонской части прибрежных лесов находятся небольшие посёлки, телёвочные лагеря, а также поселения традиционных обитателей лесов, таких как Бакола и Багиели. Габонские поселения в прибрежных лесах включают Либревиль, Ламбарене, трелёвочную базу Нджоле, гостевую базу Фугаму для посещения национального парка Вака.